# Retrofuturismo

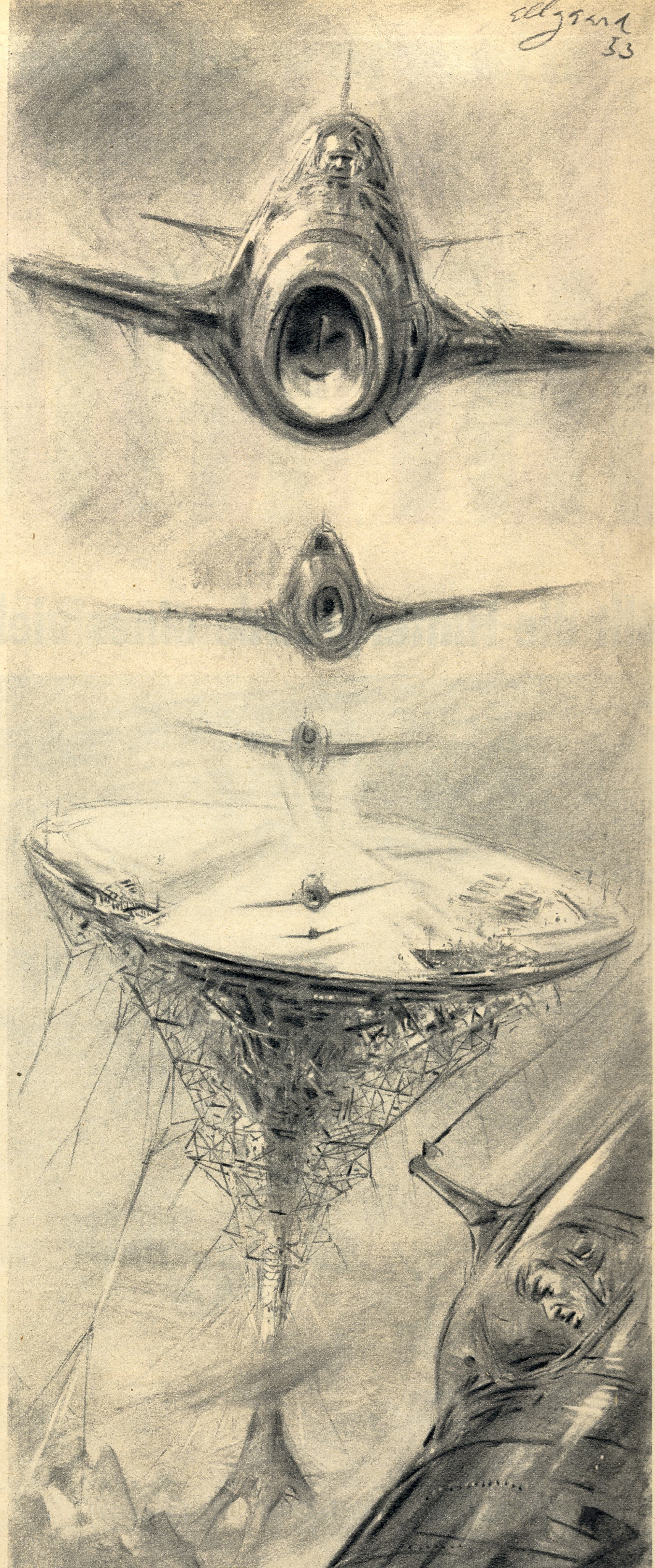
Piattaforma di decollo e atterraggio nella stratosfera, illustrazione di Helmuth Ellgaard in un giornale del 1953.

Il retrofuturismo o retro-futurismo è una corrente artistica contemporanea che trae ispirazione dal modo in cui il futuro è stato immaginato in passato. Le produzioni di riferimento risalgono a varie epoche, ma in particolare agli anni cinquanta e sessanta del Novecento.

## Origine del termine

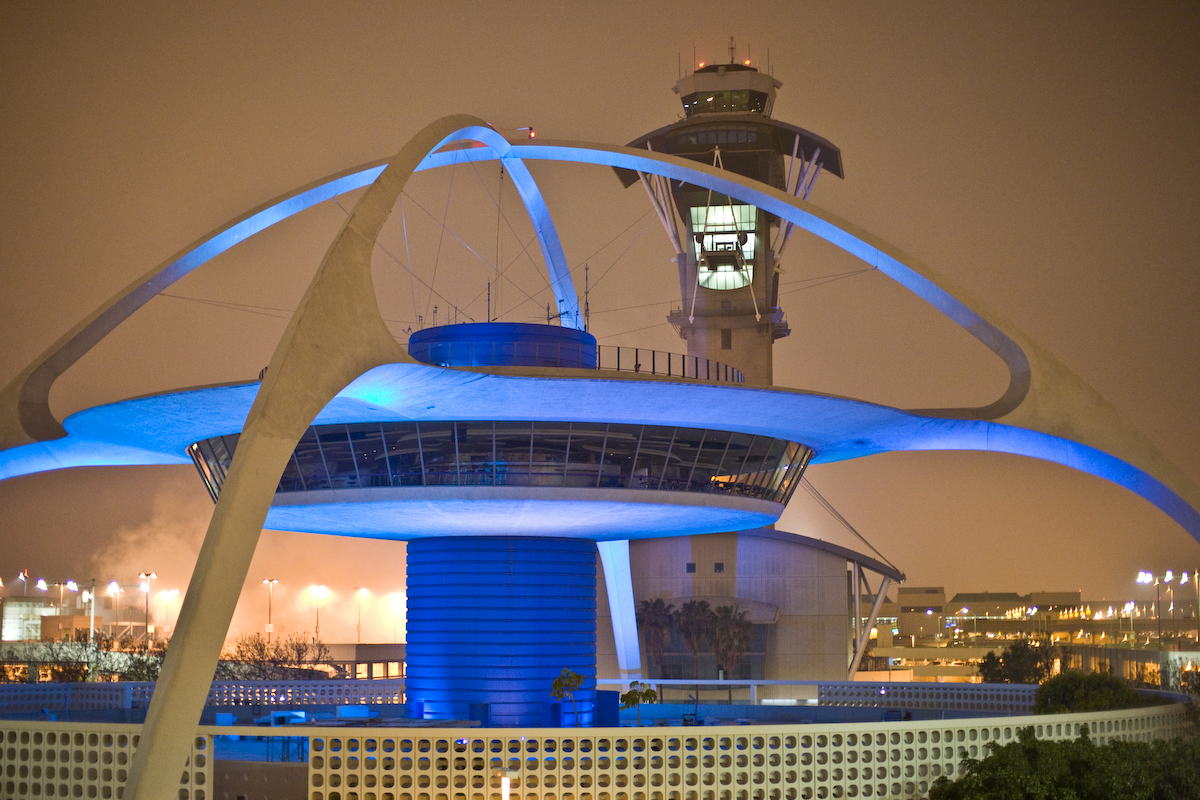
Il Theme Building all'Aeroporto Internazionale di Los Angeles ricorda un veicolo spaziale atterrato

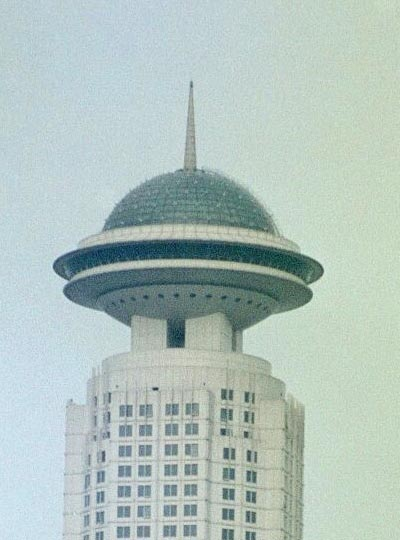
Un esempio di design "retrofuturistico" in un'architettura di Shanghai

La paternità di questa parola viene attribuita a Lloyd John Dunn che, dal 1983, iniziò ad utilizzarla per alcune produzioni pubblicitarie relative a pezzi di gioielleria. Il termine apparve poi con una definizione più accentuata e relativa alla rappresentazione del futuro attraverso visioni tipiche del passato in una recensione apparsa sul The New Yorker del film del 1985 Brazil di Terry Gilliam in cui l'autrice, Pauline Kael definì l'opera con il termine "retro-futurist". Successivamente fu utilizzata da una rivista d'arte, Retrofuturism (1988-1993).
Alcune pubblicazioni e siti internet fanno risalire l'origine del termine ad un presunto libro pubblicato dalla Pelican nel 1967 intitolato appunto Retrofuturism di T.R. Hinchcliffe, ma attualmente non risultano tracce di questo libro né informazioni sul suo autore che possano comprovarne l'esistenza. A volte questo termine viene erroneamente confuso con postmodernismo, che ha un significato molto diverso. L'unione dei termini "retro" e "futurismo" è nata dall'esigenza di poter identificare facilmente tutta una serie di opere caratterizzate da visioni avveniristiche (o "futuristiche", o meglio in italiano futuribili), cronologicamente spostate all'indietro.
Principalmente, oggi, questa parola richiama alla mente le creazioni artistiche in cui vi è una forte componente tecnologica e che immaginano una sorta di realtà parallela, mai concretizzata. Le ambientazioni retro-futuristiche si collocano solitamente in società utopiche, al contrario della successiva corrente fantascientifica del Cyberpunk (che descrive tipicamente ambientazioni distopiche). Tuttavia, l'ottimismo e l'ingenuità di questi scenari vengono utilizzati a volte in senso ironico. Il riflesso di questa corrente è presente anche in altri campi, come quello della moda, dell'architettura, del design, del cinema e della letteratura.

### Duplice interpretazione
Il retro-futurismo fa riferimento a due tipi di produzioni che si sovrappongono e che possono essere indicate come: il futuro visto dal passato e il passato non realizzato nel futuro.
Il primo tipo di produzioni, quello del futuro visto dal passato, deriva direttamente dal domani ideato nella mente degli scrittori, artisti e registi che nell'ultimo secolo hanno tentato di disegnare un futuro tecnologico e utopistico.
Il secondo tipo di produzioni risulta leggermente meno aderente al concetto stesso di retro-futurismo, in quanto risulta contaminato dalla consapevolezza scientifica, tecnologica e sociale del presente. Appartengono a quest'ultimo correnti come quella dello steampunk, in cui la tecnologia avveniristica viene applicata ai tratti dell'epoca vittoriana.
Le due produzioni non si riferiscono a momenti storici precisi ma si snodano lungo un futuro immaginario.

## Tematiche
Questa corrente ha alla base un filo conduttore che prescinde dal periodo storico in cui sono state prodotte. Questo punto comune è il disagio con il presente, a cui il retro-futurismo offre un'alternativa ideale. In forte contrasto con immaginari scenari distopici, che disegnano un futuro afflitto dal degrado ambientale e da svariate catastrofi, il retro-futurismo suggerisce un'idea intrinsecamente positiva di progresso scientifico-tecnologico, dipingendo un domani vissuto in armonia con la tecnologia e con i comfort da essa derivati. Oltre alla componente puramente malinconica, il percorso alternativo che viene tracciato tende a stimolare il ricordo dei vecchi ideali.

## Fonti di ispirazione

### Il mondo di domani
Negli anni cinquanta e sessanta del Novecento si pensava al futuro in modo molto più ottimistico rispetto ai decenni successivi. L'ottimismo collettivo, generato dal boom economico che coinvolse sia l'America che l'Europa, e il fascino dei primi viaggi nello spazio spinsero gli individui a predisporsi in maniera positiva nei confronti della tecnologia e generarono in essi una marcata fede nel progresso scientifico. Le produzioni che ne sono derivate ci mostrano una prospettiva brillante per il futuro dell'umanità; paradisi tecnologici sulla Terra e nello spazio, destinati alla convivenza pacifica delle popolazioni.
Anche l'esplorazione dello spazio è un tema da sempre molto presente in questa corrente artistica. Uno dei più grandi visionari tecnologici, rappresentativi di questa corrente, fu probabilmente Norman Bel Geddes, un designer industriale vissuto nella prima metà del XX secolo. Bel Geddes progettò aeroporti galleggianti, maestosi grattacieli e svariati mezzi di locomozione, ma la sua opera più grande fu la realizzazione del padiglione per la mostra Futurama.

#### Futurama (Fiera Mondiale di New York)
Futurama, tenuta a New York nel 1939 durante la Fiera Mondiale di quell'anno, fu una mostra sponsorizzata dalla General Motors che aveva cercato di mostrare una visione del mondo in avanti di vent'anni (1960). In questa occasione furono presentati molti progetti, alcuni dei quali realizzati negli anni successivi.
I visitatori della mostra ricevevano una spilla con scritto "I have seen the future" e venivano trasportati a bordo di poltrone mobili lungo un percorso interattivo. Durante questo percorso i visitatori assistevano alla rappresentazione della città del futuro, fatta di autostrade tecnologiche, parcheggi sotterranei, grandi giardini e rampe di lancio per missili spaziali.

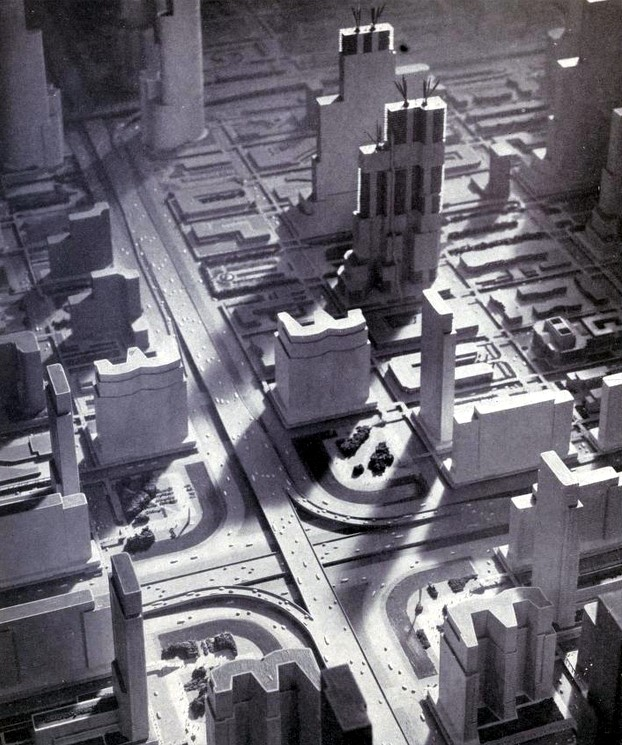
Modello di megalopoli (Norman Bel Geddes)

Uno dei modelli più ricchi di fascino era quello della Democraticy, nel quale si poteva ammirare l'immagine di un modo idealizzato composto da una megalopoli, piccole campagne ed un aeroporto circolare.
Sempre in quell'occasione fu sepolta una delle prime capsule del tempo, contenente oggetti e messaggi destinati alle popolazioni del futuro. I messaggi ne comprendevano anche uno di Albert Einstein, che diceva: 
Oltre ai messaggi, erano presenti oggetti d'uso comune nella quotidianità, il tutto per un totale di circa 300 testimonianze della vita di quegli anni.
Una nuova edizione di Futurama fu presentata durante la Fiera di New York del 1964. In questa occasione la mostra, nuovamente sponsorizzata dalla General Motors, dipingeva il futuro di 60 anni dopo, quindi nel 2024. Dimostrò di essere la più importante mostra della Fiera Mondiale, totalizzando oltre 26 milioni di presenze nelle due stagioni di sei mesi.

#### Experimental Prototype Community of Tomorrow

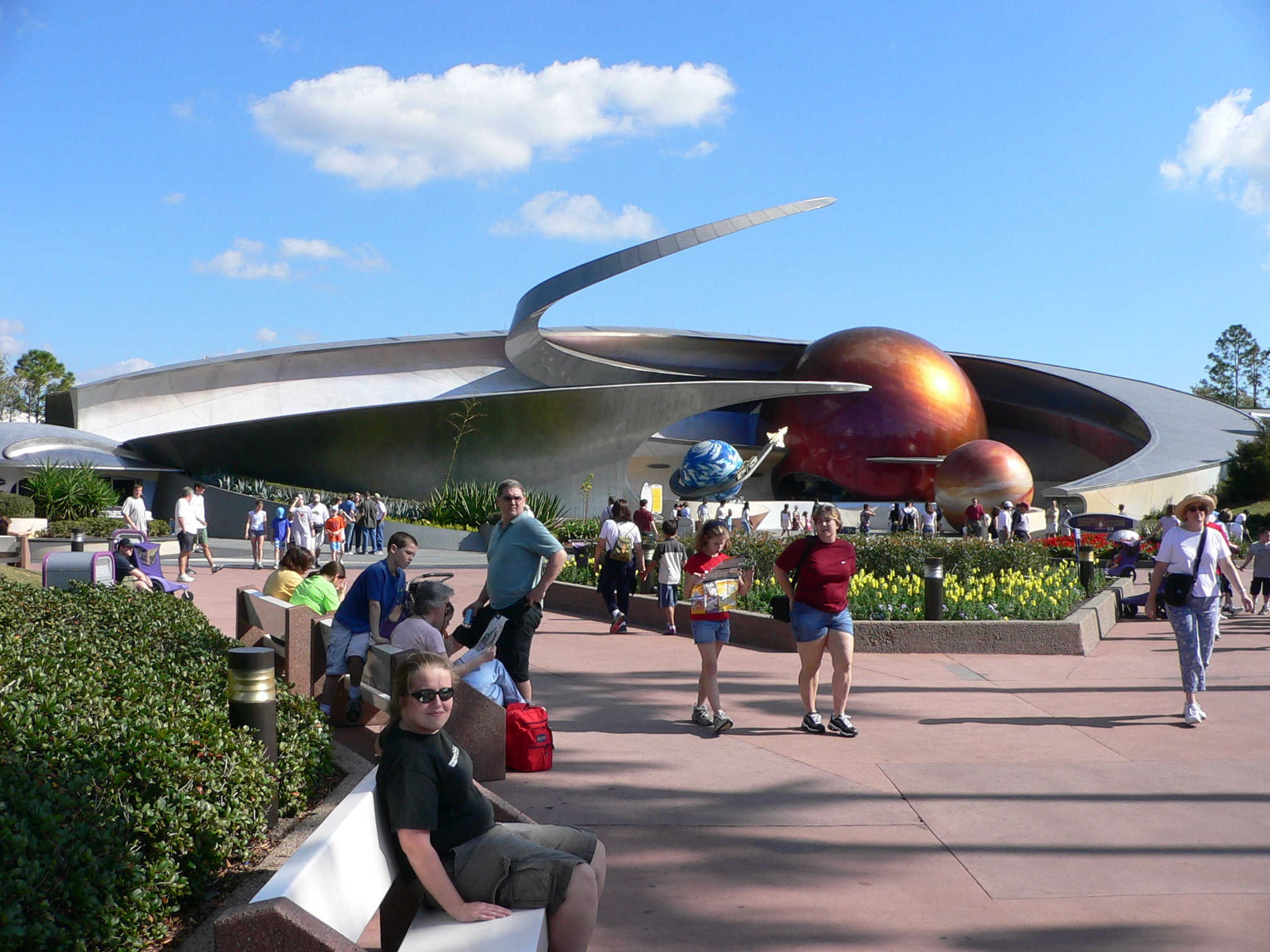
Il parco tematico Epcot all'interno del Walt Disney World Resort

Nel 1960 Walt Disney pianificò un'utopica città del futuro chiamata EPCOT (Experimental Prototype Community of Tomorrow), mai realizzata. L'idea alla base era quella di trovare una soluzione ai problemi delle città contemporanee di quei tempi. Venne immaginata una città in continuo movimento, il cui progetto non avrebbe avuto mai termine. In realtà l'iniziativa non puntava solo a edificare il luogo ideale per una comunità del domani, ma anche ad avere un cantiere sempre attivo in cui sperimentare nuove tecnologie. Disney tuttavia morì prima di poter portare a termine il suo progetto, che negli anni successivi fu utilizzato per un famoso parco tematico.

### Fonti energetiche
I progetti concepiti nelle mostre Futurama ed il progetto EPCOT non erano soltanto fantascienza. Rappresentano un'epoca in cui la fede nel progresso era tale da poter sognare qualsiasi tipo di applicazione. Alla base di tale convinzione c'era la sicurezza che il progresso sarebbe stato sostenuto da risorse inesauribili come il nucleare, che costituiva nell'immaginario collettivo la soluzione a gran parte dei problemi dell'uomo. Grazie all'energia atomica sarebbero state eliminate tutte le fonti di inquinamento e si sarebbe minimizzato il lavoro manuale. Inoltre l'energia nucleare sarebbe stata applicata anche nel settore dei trasporti, inclusi quelli aerei. Secondo il chimico Harrison Brown, le materie prime per l'industria sarebbero state ottenute dal mare, dall'aria e dalla luce solare. Dal mare si sarebbe ricavata l'acqua necessaria per l'agricoltura, opportunamente filtrata da appositi macchinari. Dall'aria si sarebbero estratti l'acido nitrico e l'ammoniaca, utili per produzioni alimentari. Infine la luce solare avrebbe costituito l'unica ed inesauribile fonte di energia elettrica, necessaria a tutti gli altri processi.

### Trasporti

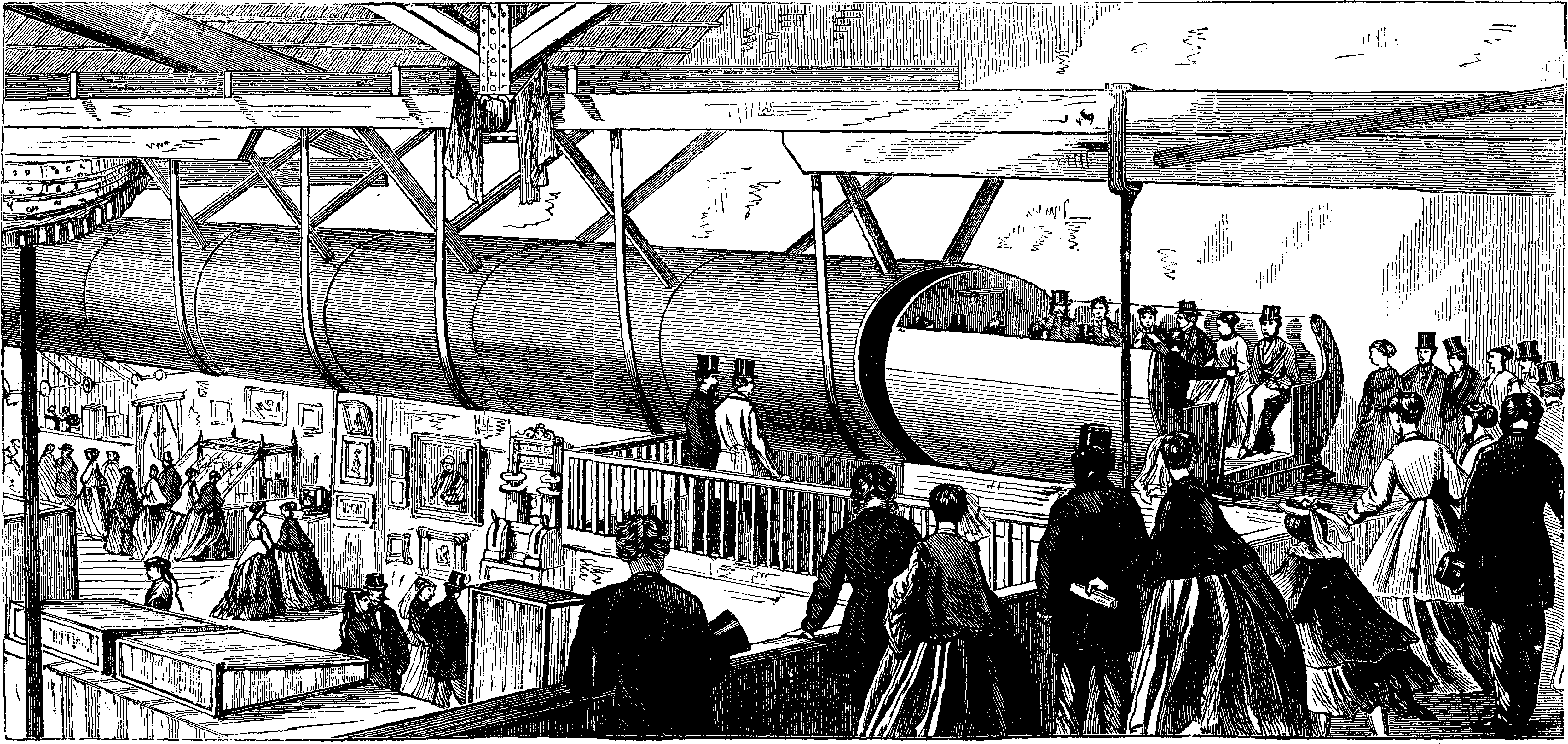
Metropolitana sperimentale sopraelevata costruita da Alfred Ely Beach, in mostra all'Esposizione Universale del 1867

Non manca l'influenza di questa corrente nel mondo dei trasporti.
Uno dei più vecchi sistemi che presenta fonte di ispirazione retro-futuristica è il treno pneumatico di Alfred Ely Beach, un inventore americano. Verso la fine degli anni sessanta venivano immaginati sistemi di veicoli centralizzati, in cui i passeggeri avrebbero avuto la possibilità di viaggiare in capsule individuali e selezionare destinazioni a piacimento. Idealmente, un sistema del genere avrebbe dato alle persone quasi la stessa comodità che offre oggi un mezzo privato, ma senza la necessità di guidare e senza pericolo di traffico. I mezzi più futuribili sarebbero tuttavia stati quelli marini e sotterranei. Fra i più noti si ricorda il prototipo sostenuto da Robert F. Salter, il Vactrain. Questo progetto prevedeva la realizzazione di un treno a levitazione magnetica in tunnel sottovuoto, con cui sarebbe stato possibile collegare le due coste dell'Oceano Atlantico. Queste idee fantascientifiche si ritrovano già anni prima nella letteratura di Jules Verne.
Per quanto riguarda il trasporto privato, oltre ai prototipi di Bel Geddes, sono noti i modelli di Richard Buckminster Fuller. Nel 1933 Fuller iniziò la progettazione della Dymaxion Car, un'automobile dotata di tecnologie derivate dall'aeronautica. Questo mezzo, capace di trasportare fino ad 11 passeggeri ad oltre 200 chilometri all'ora, non era tuttavia immune da difetti. Venne acclamata come una grande rivoluzione, ma ben presto si rivelò scarsamente utilizzabile.

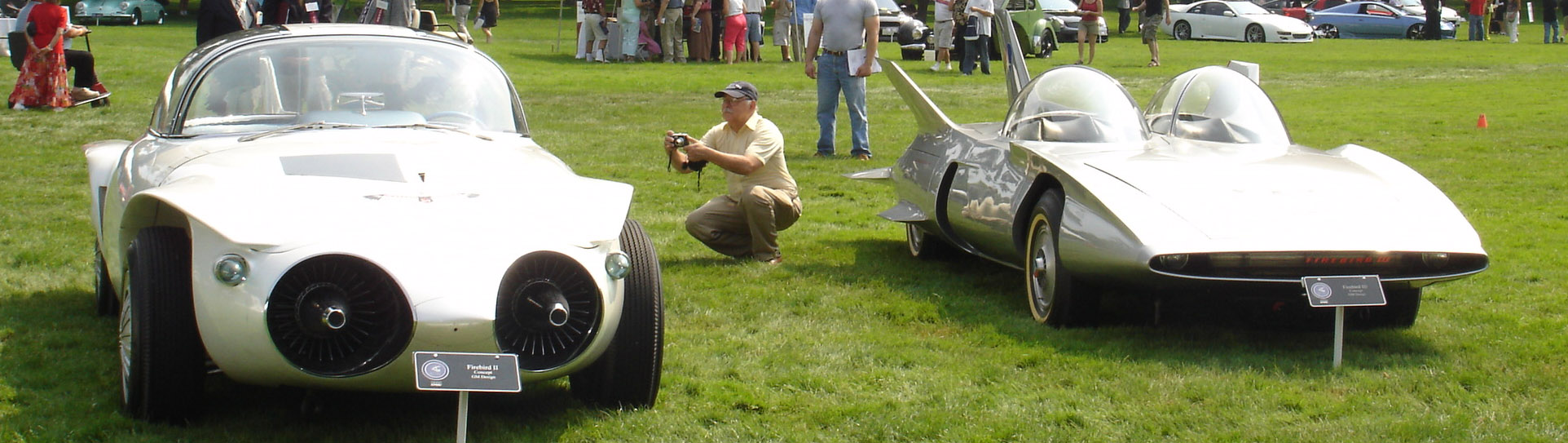
General Motors Firebirds II e III

Anche la General Motors negli anni trenta era costantemente impegnata nella produzione di modelli futuribili. Fra i più famosi sono noti quelli della serie Firebird. La Firebird I fu una delle prime vetture ad avere come propulsore una turbina d'aereo adattata. Le serie successive introdussero svariate innovazioni, alcune delle quali oggi risultano d'uso comune. La Firebird III prevedeva l'uso di una chiave attivabile a distanza e un sistema di interfacciamento con la strada in grado di programmare un itinerario e portare il passeggero a destinazione automaticamente.
Nel 1955 la Ford presentò una vettura chiamata Lincoln Futura, esteticamente simile alla Firebird III, che successivamente venne utilizzata nella serie televisiva di Batman. Gli anni cinquanta abbondano di prototipi d'auto "futuribili", e anche i costruttori italiani contribuirono allo sviluppo di fantasiosi modelli.
Mettendo da parte il design ed alcune applicazioni successivamente adottate, quello che rendeva davvero futuribili quei sogni era l'ambizione di una strada automatica in cui far viaggiare le auto senza l'ausilio dei guidatori. Alcuni progetti, avviati nel secolo scorso, risultano ancora in corso di sviluppo. Paul Moller ha ideato un'automobile volante a decollo verticale che si prospetta esser commercializzata nei prossimi anni.

### Architettura e urbanistica
Il Retro-futurismo è anche presente in diversi esempi di architettura. Alcuni stili, nati durante gli anni cinquanta, continuano ad essere attuali. Nella prima metà del ventesimo secolo, uno degli stili architettonici più vicino a questa corrente era lo Streamline Moderne, i cui tratti presentano curve ed elementi tipici del design nautico.
Nei successivi cinquanta anni si sviluppa e diffonde l'architettura Googie, nata nella California meridionale. Quest'ultima presenta tratti visibilmente futuristici e viene più volte ripresa dagli artisti che realizzano ambientazioni retro-futuristiche.
Per le città, era comune la previsione di una forte crescita demografica, che avrebbe trasformato le città in megalopoli.

#### Città ideali

Nel Francobollo Statunitense per la commemorazione di Buckminster Fuller e dei suoi contributi nel campo dell'architettura e della scienza, sono presenti alcune delle sue invenzioni. La sua testa è a forma di cupola geodetica, e sono presenti anche una sua automobile e altri veicoli, insieme ad un impianto radar.

Richard Buckminster Fuller, oltre ad essere stato un progettista d'automobili, diede contributi significativi nel campo dell'architettura e della scienza. Il suo interesse per la comunità e l'attenzione per l'ambiente lo portarono a progettare città ideali, in cui l'uomo avrebbe trovato un giusto equilibrio con la natura.

##### Cupola geodetica
Nelle visioni di Fuller, Manhattan è ricoperta da una gigantesca cupola trasparente, alta un chilometro e mezzo. Questa cupola apparirebbe dal basso come una membrana trasparente. Grazie ad un'applicazione di questo tipo ci sarebbe una minore perdita d'energia, sia nel periodo estivo che in quello invernale. Inoltre la cupola sarebbe dotata di resistenze elettriche in grado di liquefare ghiaccio e neve, in modo da poter recuperare l'acqua in grandi pozzi di raccolta. Riducendo al minimo le perdite di energia ci sarebbe anche una riduzione sensibile dei fumi generati dall'inquinamento. All'interno della cupola potrebbe essere creato un clima controllato, differente da quello esterno. L'applicazione di questa tecnologia verrebbe inoltre valorizzata per l'occupazione di zone fredde come l'Artide.

##### Cloud Nine, la città volante
Nel 1958 Fuller concepì l'idea di una città volante, simile ad un enorme pallone ad aria calda. Questa enorme sfera avrebbe avuto un diametro di quasi un chilometro. Grazie alla sua temperatura interna, avrebbe avuto la capacità di trasformarsi in una sorta di nuvola artificiale. Secondo i calcoli dello scienziato, le sfere avrebbero mantenuto il calore anche durante la notte. L'applicazione di tale progetto sarebbe stata rivolta anche al trasporto passeggeri, grazie al collegamento di più sfere.

##### Triton City
Dieci anni dopo i suoi progetti sulle città volanti, Fuller progettò Triton City, una città destinata ad accogliere oltre trentamila abitanti. Si tratta di strutture piramidali o tetraedriche, dotate di percorsi pedonali multilivello ed enormi fiancate a gradoni. I tetraedri sono composti da facce triangolari che hanno la possibilità di espandersi simmetricamente, rendendo le città ideata da Fuller facilmente ampliabili.

##### Old Man River City
Nel 1971 Fuller progettò Old Man River City, la struttura per una comunità di East St. Louis. Questo progetto architettonico puntava a realizzare una città della capienza di 70.000 abitanti. La realizzazione prevedeva l'utilizzo di una cupola geodetica. Nella previsione degli spazi, era viva la preoccupazione dell'architetto nei confronti dell'impatto dell'urbanizzazione sull'ecosistema. La città infatti avrebbe occupato molto meno spazio rispetto ad una tradizionale con lo stesso numero di abitanti.

#### Città trasportabili
Il gruppo londinese Archigram fu un gruppo di avanguardia architettonica formatosi negli anni sessanta. Fin dall'inizio l'Archigram si impegnò nel sostenere progetti ad alto contenuto tecnologico, che puntavano sia a migliorare la vita dell'uomo sia a prevedere le sue future esigenze rispetto alle evoluzioni della natura. Gran parte dei progetti di questo gruppo puntavano a realizzare città dinamiche in grado di essere trasportate ovunque.

##### The Walking City
Gli edifici ideati per questo progetto prevedevano strutture in grado di spostarsi autonomamente grazie a zampe telescopiche, come se fossero degli insetti giganti. In questo immaginario il progetto va incontro all'esigenza di nomadismo, dettata da necessità ambientali.

##### Plug-In City
Il progetto Plug-In City prevedeva una città senza sede fissa, collegata agli altri centri urbani grazie a monorotaie e hovercraft. Sarebbe stata una struttura modulare edificabile in qualunque luogo. Alcune gru avrebbero reso i mutamenti strutturali estremamente dinamici. Gli edifici residenziali sarebbero stati sostituiti da capsule abitative autoalimentate. Infine il tutto sarebbe stato progettato per facilitare l'intercambiabilità delle parti, in modo da rendere agevoli le procedure di manutenzione.

##### Instant City
Sempre sostenendo l'idea della mobilità, Archigram progettò una città che avrebbe potuto essere trasportata da alcuni autocarri o da un grande dirigibile. Gran parte delle strutture di questa città sarebbero state parti gonfiabili, in grado di adattarsi a qualsiasi ambiente. Il lavoro di montaggio sarebbe stato svolto da gru e robot.

#### Città marine
Un altro grande sogno dell'uomo nel Novecento riguarda le civiltà insediate nel mare. Queste città sarebbero state dotate di fattorie subacquee, dove le popolazioni avrebbero potuto allevare il pesce. Si prevedeva la nascita di nuove scienze come l'agronomia sottomarina.

##### Sea City
Nel 1968 Jacque Fresco progettò Sea City, una città marina in grado di ospitare 30.000 abitanti. Questo complesso sarebbe sorto su piloni collocati in acque basse, e la protezione fornita da una struttura in vetro avrebbe garantito ovunque la temperatura ideale. Per provvedere all'autosostentamento, essa sarebbe stata collocata nei pressi di un giacimento di gas naturale. Nella città non erano previsti mezzi di trasporto convenzionali; tutti gli spostamenti sarebbero avvenuti tramite nastri trasportatori e ascensori. Il collegamento con la terraferma sarebbe stato possibile grazie a hovercraft. Fra i vari luoghi in cui si prevedeva la sua costruzione, era prevista anche l'isola di Martha's Vineyard.

##### Unabara
In Giappone venne elaborato il progetto di una città chiamata Unabara. Per la sua realizzazione erano state previste svariate strutture prefabbricate che, una volta pronte, sarebbero state insediate nell'area prescelta. Il bordo della città avrebbe previsto una zona protettiva in cui sarebbero stati installati dispositivi in grado di raccogliere l'energia solare e di sfruttare il movimento delle onde. Per il collegamento con la superficie terrestre non era previsto l'utilizzo di navi, in quanto i sottomarini avrebbero compensato questa esigenza.

##### Novanoah
Altri progetti non realizzati furono le arcologie di Paolo Soleri. La Novanoah sarebbe stata una struttura galleggiante semisommersa. La struttura avrebbe ospitato sia complessi residenziali che impianti industriali in grado di provvedere all'autosostentamento della città.

#### Abitazioni
A metà del ventesimo secolo sembrava che anche le abitazioni dovessero subire una rapida evoluzione nel giro di pochi anni. La tecnologia che oggi è possibile identificare come domotica sembrava già realtà alle porte degli anni settanta. Nelle case del futuro, le faccende domestiche sarebbero state svolte in maniera automatizzata. Inoltre il progresso in campo chimico, e le applicazioni con nuove tipologie di materiali, portavano i progettisti dell'epoca a pensare che gli arredamenti sarebbero stati sempre più trasportabili. Nel 1956 la General Motors previde che in ogni abitazione ci sarebbero stati una lavastoviglie ad ultrasuoni, un bruciatore di rifiuti e dispositivi per il lavaggio automatico dei pavimenti.

##### Futuro

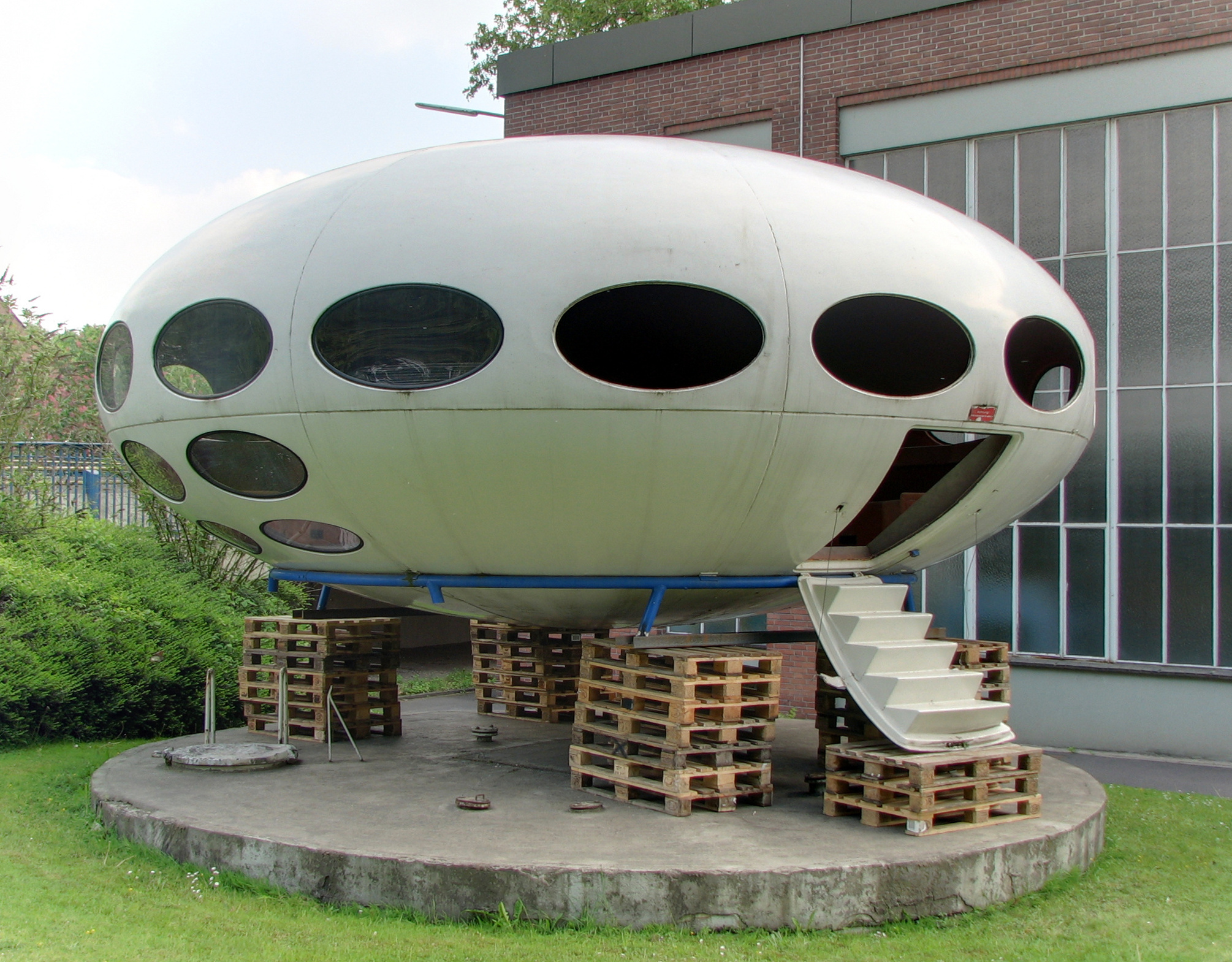
Una Futuro

Nel 1968 l'architetto Matti Suuronen presentò un prototipo di abitazione chiamato Futuro. Costruita in poliestere e di forma circolare, essa risultava facilmente trasportabile, anche con l'elicottero. Ideata per il clima freddo della Finlandia, era dotata di un caminetto situato al centro della struttura. Al suo interno veniva fatto un uso massiccio di plastica, che non appesantiva la struttura evitando di comprometterne la trasportabilità. A differenza di tanti altri prototipi, fu inizialmente prodotta (in numero limitato), ma ben presto fu ritirata dal mercato a causa della crisi petrolifera che ne triplicò il prezzo di produzione.

##### Xanadu House
Il progettista Roy Mason nel 1983 realizzò una "casa del futuro" utilizzando una schiuma di poliuretano rigido compatto su enormi sfere. L'interno appariva completamente curvilineo, con bassi soffitti e scale contorte. Oltre al bizzarro uso dei materiali, quello che rendeva davvero futuristica questa casa era l'idea che sarebbe stata completamente gestita da un computer domestico, centro delle attività familiari. Anche la cucina sarebbe stata equipaggiata di dispositivi elettronici, in grado di fornire l'alimentazione adeguata a tutti gli abitanti della casa. Non mancava anche la presenza di una serra in cui produrre ortaggi e frutta, naturalmente gestita dal computer centrale. Le altre innovazioni prevedevano proiezioni olografiche e sensori di presenza in grado di interfacciarsi con le persone presenti nella stanza.

##### Dymaxion House
Richard Buckminster Fuller si cimentò anche nella progettazione della casa del futuro. Ideò un bagno in plastica che riuniva tutti gli accessori in un metro quadrato. Inizialmente concepì l'abitazione di forma esagonale. Le stanze al suo interno avrebbero seguito le diagonali esterne. Tutti gli accessori della casa erano progettati per essere il più possibile compatti. L'obiettivo finale di questo progetto era di produrre queste abitazioni in serie.

### Comunicazioni

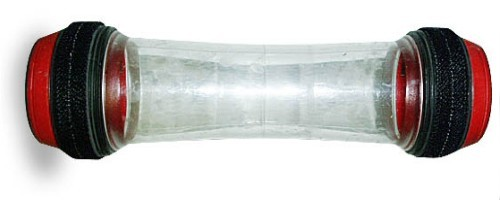
Posta pneumatica

Qualche decennio fa si era arrivati ad ipotizzare che ogni casa sarebbe stata collegata dalla posta pneumatica. Questa tecnologia era costosa e richiedeva molta manutenzione. I complessi sistemi di comunicazione erano composti da una rete di tubi in cui viaggiavano delle capsule ad alta velocità, grazie al vuoto generato da specifici compressori. Con gli anni, grazie alla diffusione di altre tecnologie, si decise il progressivo abbandono di queste tecniche. Al giorno d'oggi è impiegata solo in isolati contesti, principalmente per il trasporto di oggetti fisici. Il suo impiego viene citato in film retro-futuristici come Brazil di Terry Gilliam e Orwell 1984 di Michael Radford.

## Narrativa

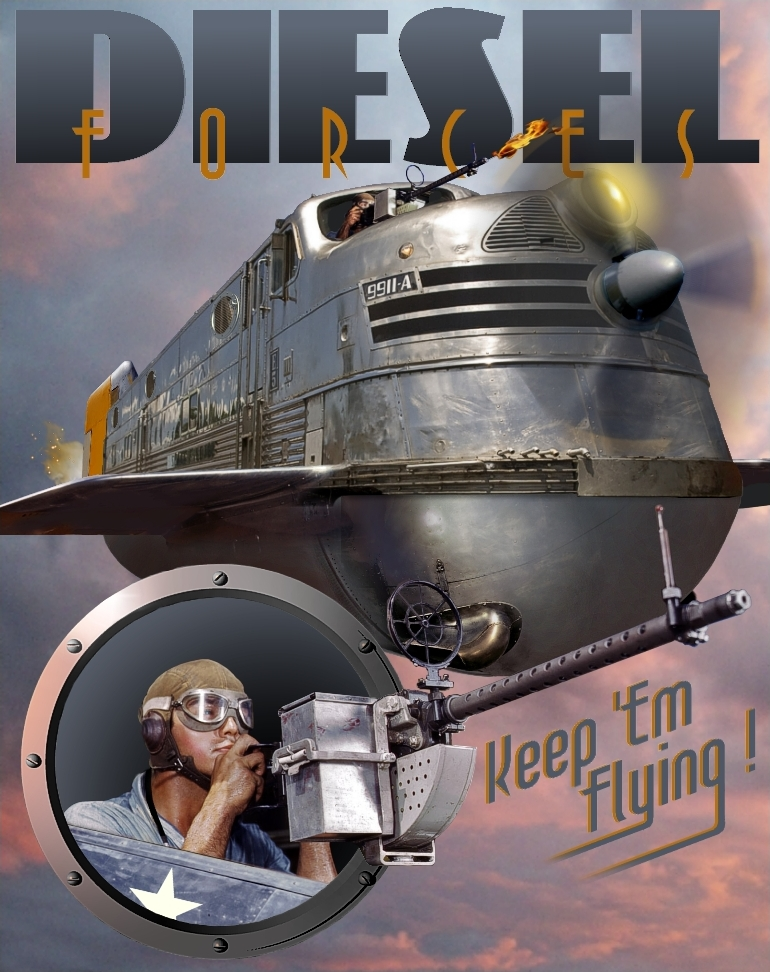
Un poster in stile retrofuturista che ritrae una locomotiva volante

Dal 1980 in poi il retro-futurismo è fonte di ispirazione per diversi autori. Fra le opere più celebri è possibile citare il racconto Il continuum di Gernsback (1981) di William Gibson. Il protagonista di questo racconto è un fotoreporter che, durante il suo percorso di ricerca finalizzato a realizzare una rivista chiamata The Airstream Futuropolis: The Tomorrow That Never Was, incontra quelli che Gibson chiama "fantasmi semiotici", ovvero scorci di un mondo parallelo dove sogni di utopismo tecnologico sono divenuti realtà. L'autore si ispira all'estetica illustrata nelle riviste fantascientifiche degli anni trenta come Amazing Stories, plasmando una propria interpretazione di questo genere.

## TempleCon
Ogni anno a Warwick (Rhode Island) si svolge TempleCon, una convention internazionale su giochi in tema retro-futuristico. L'iniziativa è nata nel 2006 e puntualmente ospita artisti e scrittori appartenenti a questa corrente artistica. Durante lo svolgimento della convention, vengono organizzate diverse attività in tema per coinvolgere i partecipanti. Nel 2008, gli organizzatori hanno introdotto il tema Steampunk con l'obiettivo di allargare il campo di interesse e coinvolgere un gran numero di giocatori.

## Opere
È necessario distinguere le opere consapevolmente retro-futuristiche da quelle prodotte spontaneamente in passato e che oggi possono rientrare in questa classificazione.

### Il futuro visto dal passato

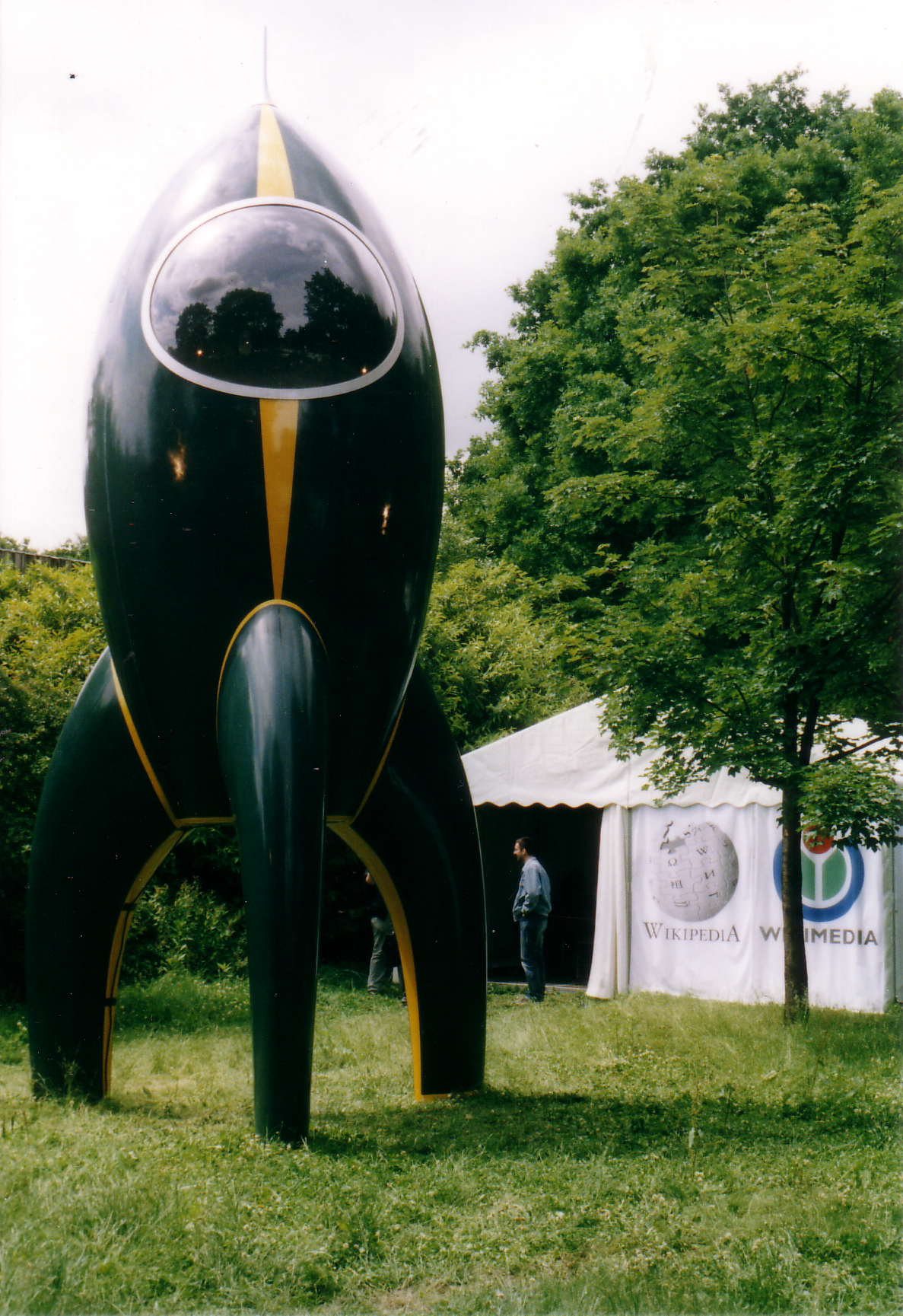
Modello di razzo retro-futuristico al Wikipedia event, Berlino, 2005

Molte opere prodotte nel Novecento, che all'epoca potevano essere catalogate come futuristiche, vengono oggi identificate come retro-futuristiche. Non tutta la fantascienza può rientrare in questa categoria, in quanto risulta un genere narrativo molto ampio che ingloba anche scenari non adatti ad un'interpretazione retro-futuristica.

#### Letteratura
- La fabbrica dell'Assoluto (Továrna na absolutno, 1922) di Karel Čapek
- Il mondo nuovo (Brave New World, 1932) di Aldous Huxley
- Ecotopia (Ecotopia: The Notebooks and Reports of William Weston, 1975) di Ernest Callenbach
- Il continuum di Gernsback (The Gernsback Continuum, 1981), racconto di William Gibson

#### Animazione
- I Pronipoti (1962-1987)[19], serie a cartoni animati di Hanna-Barbera;
- La famiglia Mezil (Mézga család, 1968);
- Metropolis (2001) per la regia di Rintarō, film tratto dall'opera di Osamu Tezuka;
- Ulisse 31 (宇宙伝説ユリシーズ31, Uchu densetsu Ulysses 31, 1981-1982), serie anime che ricalca liberamente l'Odissea scritta da Omero ambientandola nel XXXI secolo.

#### Cinema
- Metropolis (1927) di Fritz Lang
- I prodigi del 2000 (Just Imagine, 1930), un film musicale di David Butler prodotto dalla Fox

#### Computer Graphics
- 'Cosmic Motors' di Daniel Simon

#### Illustrazioni
- Syd Mead

### Il passato non realizzato nel futuro
Oggi vengono intenzionalmente riprese alcune ambientazioni futuristiche del passato, al fine di rievocare ricordi nostalgici.

#### Cinema
- Brazil (1985) di Terry Gilliam
- Gattaca - La porta dell'universo (Gattaca, 1997) di Andrew Niccol
- Metropolis (メトロポリス, 2001) di Rintarō
- Sky Captain and the World of Tomorrow (2004) di Kerry Conran
- Gotham (serie televisiva) (2014- 2015)
- Tales From The Loop, (2022), Simon Stalenhag

#### Videogiochi
- La serie di videogiochi Fallout è ambientata in un universo retro-futurista in cui elementi futuristici sono combinati con lo stile degli anni cinquanta in America.
- La serie di videogiochi BioShock riprende l'estetica retro-futurista e nei suoi vari capitoli è ambientata dapprima nell'immaginaria città sottomarina di Rapture negli anni '60 e nell'immaginifica metropoli sospesa nel cielo di Columbia nei primi del novecento.
- Nella serie Call of Duty: Black Ops in ogni capitolo della saga è possibile giocare in una mappa multigiocatore chiamata "Nuketown", ambientata durante la guerra fredda negli USA, più precisamente in Nevada (nel secondo capitolo della saga è chiamata semplicemente "Nuketown 2025"). La piccola area del gioco è un esempio di città retro-futuristica.
- il videogioco "Frostpunk" è ambientato in un'immaginaria epoca vittoriana alternativa con elementi tecnologici retro-futuristici, come gli "automatons" (robot alimentati dalla forza del vapore) e treni che non necessitano di rotaie.

Libri
- Tales From The Loop (2014) Simon Stalenhag
- Things From The Flood (2016) Simon Stalenhag
- Electric State (2018) Simon Stalenhag